# Kuah

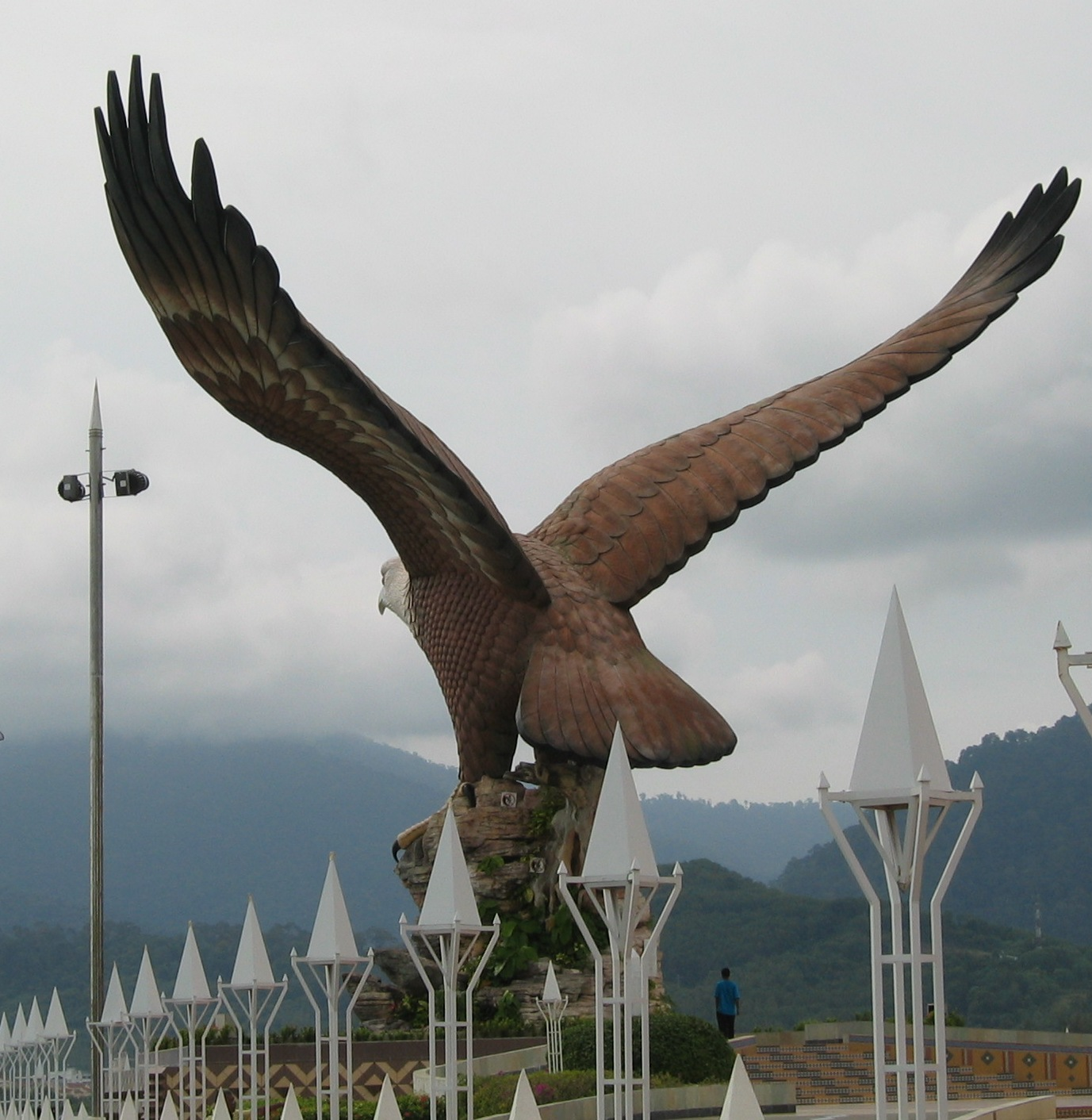
Den stora örnstatyn i Kuah.

Kuah är en stad i nordvästra Malaysia, och är belägen på ön Pulau Langkawi. Den är administrativ huvudort för distriktet Langkawi (som omfattar ögruppen med samma namn) och hade 20 997 invånare vid folkräkningen 2000.